# Le Régiment du Saguenay
 (septembre 2016).
Si vous disposez d'ouvrages ou d'articles de référence ou si vous connaissez des sites web de qualité traitant du thème abordé ici, merci de compléter l'article en donnant les références utiles à sa vérifiabilité et en les liant à la section « Notes et références ».
Le Régiment du Saguenay est un régiment d'infanterie de la Première réserve de l'Armée canadienne des Forces armées canadiennes. Il fait partie du 35e Groupe-brigade du Canada au sein de la 2e Division du Canada. Il a été créé en 1900 à Chicoutimi au Québec. Son quartier général est situé dans la ville de Saguenay.

## Histoire
L'unité a d'abord été créée en tant que le 18th "Saguenay" Battalion of Infantry, littéralement le « 18e "Saguenay" Bataillon d'infanterie », le 1er février 1900 à Chicoutimi au Québec. Au moment de sa création, le bataillon avait son quartier général à Roberval et comprenait huit compagnies[réf. nécessaire] :
- Compagnie 1 à Saint-Félicien
- Compagnie 2 à Roberval
- Compagnie 3 à Saint-Jérôme (déménagea à Saint-Joseph-d'Alma le 1er juin 1908 et revint à Saint-Jérôme le 16 mars 1914
- Compagnie 4 à Hébertville
- Compagnie 5 à Sainte-Anne
- Compagnie 6 à Chicoutimi (devint plus tard la compagnie 6 du 61e Bataillon)
- Compagnie 7 à Chicoutimi (déménagea à Laterrière le 1er juin 1908, puis, à Jonquière le 16 mars 1914)
- Compagnie 8 à Baie des Ha! Ha!

Le 8 mai 1900, l'unité devint un régiment et fut renommée le 18th Saguenay Regiment, littéralement le « 18e Régiment du Saguenay ». Le 1er juin 1900, le quartier général fut déménagé à Chicoutimi.[réf. nécessaire] Le 1er octobre 1909, le régiment fut renommé en 18th Regiment, Francs-tireurs du Saguenay, littéralement le « 18e Régiment, Francs-tireurs du Saguenay ». Le 1er juin 1917, le régiment fut réorganisé en quatre compagnies[Lesquelles ?].[réf. nécessaire]
Les numéros de régiments furent pour la plupart abandonnés lors d'une réorganisation de la Milice canadienne en 1920.[réf. nécessaire] Ainsi, le régiment fut renommé Les Francs-tireurs du Saguenay le 29 mars 1920. Il adopta son nom actuel le 15 mai 1937. À ce moment, il était alors composé de quatre compagnies[réf. nécessaire] :
- Compagnie A à Chicoutimi
- Compagnie B à Grande-Baie
- Compagnie C à Kenogami
- Compagnie D à Arvida

Le 1er septembre 1954, la régiment adopte la désignation Le Régiment du Saguenay (Mitrailleuses) avant de reprendre son nom actuel le 11 avril 1958.

## Insigne et devise
L'insigne du régiment est un écu surmonté par la couronne royale et soutenu de chaque côté par une dorade héraldique sur la partie supérieure du bouclier ainsi que trois sapins sur la partie inférieure et, au-dessous, un rouleau a inscrit « Dieu et patrie », le tout reposant sur un rouleau où on a inscrit « Le Régiment du Saguenay ». « Dieu et patrie » est la devise du régiment.

## Honneurs de bataille
- Afghanistan [2]